# Павел Мавчев
Павел (Павле) Мавчев е български революционер, деец на Вътрешната македоно-одринска революционна организация.

## Биография
Мавчев е роден в 1875 година в леринското село Върбени, тогава в Османската империя, днес Итеа, Гърция. Участва в Илинденско-Преображенското въстание през лятото на 1903 година. По-късно става районен войвода на ВМОРО.
След бомбен атентат в Лерин е арестуван в 1925 година, осъден на смърт и разстрелян заедно със сина си Михаил Стефов и Атанас Попов край град Кожани.